# Walther Köhler
Walther Erich Köhler (Elberfeld, 27 dicembre 1870 – Heidelberg, 18 febbraio 1946) è stato uno storico tedesco.

## Biografia
Figlio del direttore di una compagnia assicuratrice Louis Ferdinand Köhler e di Therese Schaefer, studiò teologia all'Università "Martin Lutero" di Halle-Wittenberg, all'Università di Heidelberg — dove conseguì nel 1895 il dottorato con una tesi su Martin Lutero — e all'Università di Tubinga, dove ottenne la licenza.
A partire dal 1900 fu libero docente e dal 1904 professore straordinario all'Università di Gießen; nel 1909 si trasferì da professore ordinario all'Università di Zurigo per insegnarvi storia della Chiesa, disciplina che continuò a insegnare nel 1929, quando si spostò all'Università di Heidelberg. 
Curò l'edizione completa delle opere di Ulrico Zwingli.

## Opere
- Walther Köhler, Bibliographia Brentiana, 1904.
- Walther Köhler, Zwingli und Luther, 1924.
- Walther Köhler, Zürcher Ehegericht und Genfer Konsistorium, 1932.